# ارقین بلاغ
ارقین بلاغ، روستایی از توابع بخش بزینه‌رود شهرستان خدابنده در استان زنجان ایران است.
تپه باستانی و قدیمی این روستا از جذابیت‌های گردشگری این روستا می‌باشد؛ این تپه در کنار رودخانه زیبای آمان واقع شده ک ب جذابیت‌های این تپه افزوده‌است. طبق کتب تاریخی استان زنجان و از سفالهای به دست آمده از این تپه و دشت، قدمت این تپه به ۲۰۰ سال قبل از میلاد مسیح بر می‌گردد و در گذشته محل سکونت بوده است. حسین خان سرهنگ از شخصیت‌های برجسته این روستاست. دشت آمان هرساله مقصد بسیاری از گردشگران می‌باشد. زبان (گویش) اهالی روستا ترکی آذربایجانی است. طایفه‌های موسوی، بیگدلی، مقیمی، نعیمی، خانی، خانی خرم، خلج، بیگدلی شایسته، از جمله طایفه‌های این روستا می‌باشند. شغل اهالی روستا کشاورزی و دامداری می‌باشد.

## جمعیت
این روستا در دهستان زرینه‌رود (خدابنده) قرار دارد و براساس سرشماری مرکز آمار ایران در سال ۱۳۸۵، جمعیت آن ۹۵۴ نفر (۲۰۴خانوار) بوده‌است.